# POPPIN'4
POPPIN'4は塚山エリコが2015年に結成したバンド。

## ディスコグラフィ
- Made in Manhattan（2017）[2]
- from TOKYO（2022）[3]

## メンバー
- 塚山エリコ：Keyboards
- 土方隆行：Guitar
- コモブチキイチロウ：E.Bass
- 渡嘉敷祐一：Drums